# Christian Juckenack

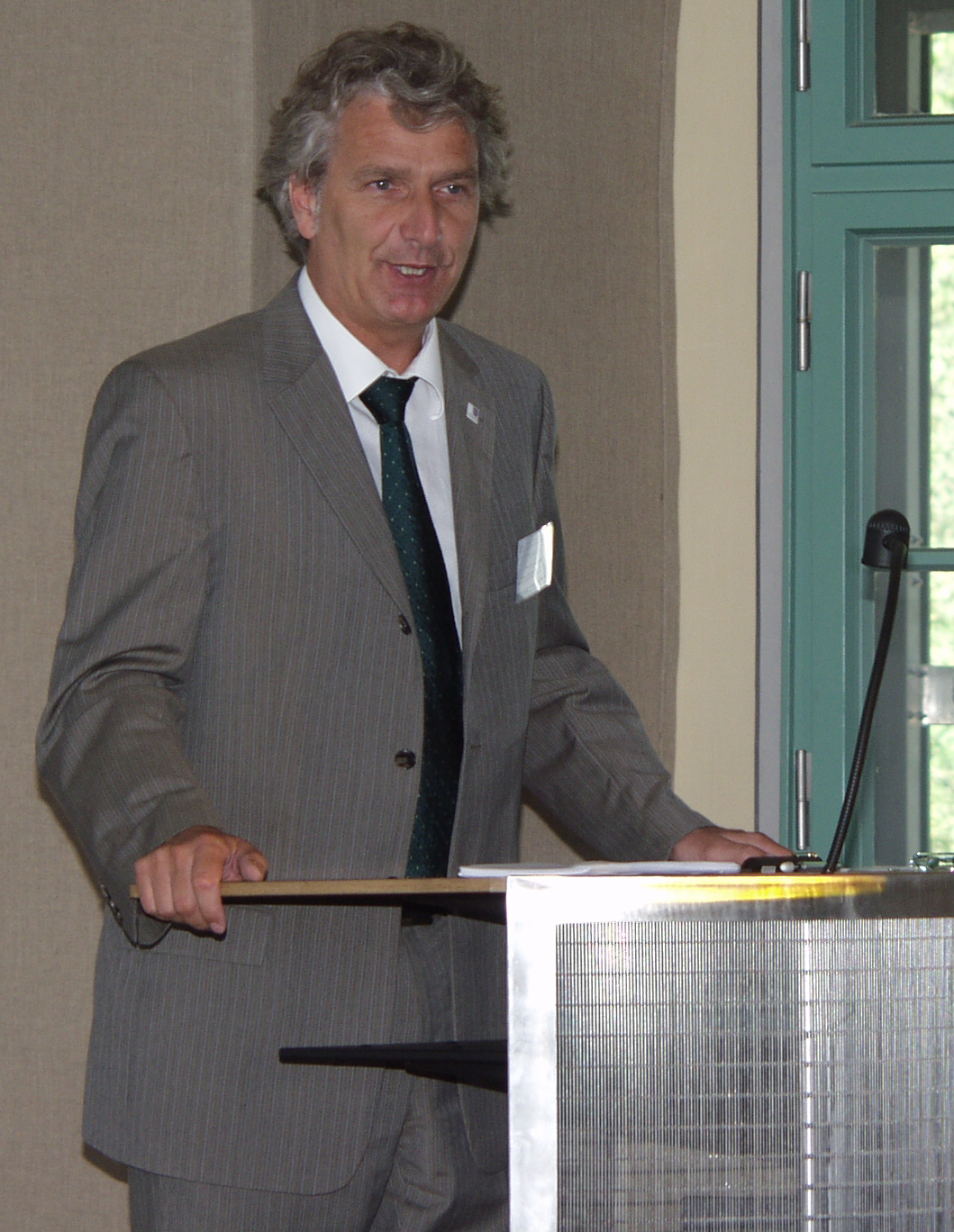
Christian Juckenack im Juli 2006 an der Thüringer Landesanstalt für Landwirtschaft in Dornburg/Saale

Christian C. Juckenack (* 24. Januar 1959 in Iserlohn/Westfalen) ist ein deutscher politischer Beamter. Er war von 2004 bis 2009 Staatssekretär in Thüringen, von 2004 bis 2007 im Ministerium für Landwirtschaft, Naturschutz und Umwelt und von 2007 bis 2009 im Ministerium für Wirtschaft, Technologie und Arbeit.

## Leben
Nach dem Abitur in Kaiserslautern 1978 studierte Juckenack bis 1985 Geologie und Paläontologie an der Georg-August-Universität Göttingen und der Philipps-Universität Marburg und schloss mit dem Diplom ab. Anschließend wurde er wissenschaftlicher Mitarbeiter und Assistent an der Universität Göttingen, 1990 erfolgte dort die Promotion zum Dr. rer. nat.
Von 1991 bis 1994 war Juckenack als Projektleiter, Gutachter und später Assistent der Geschäftsführung bei einem privaten Umweltinstitut in Köln tätig, dann eröffnete er ein eigenes Umweltconsulting-Büro in Trier. Zusätzlich nahm er in dieser Zeit Lehraufträge an der Universität Trier sowie an der Fachhochschule Trier wahr. Ab 1997 lehrte und forschte er am Institut für Wasserbau der Universität Stuttgart und der dortigen Versuchseinrichtung zur Grundwasser- und Altlastensanierung (VEGAS). Seit 2000 ist Juckenack Professor für Flächenrecycling an der Fachhochschule Nordhausen, trat die Nachfolge der Gründungsrektorin, Professor Dr. Gisela Rauschhofer an und war dort von 2001 bis 2004 Rektor (Nachfolger: Jörg Wagner) bevor er, kurz nach Beginn der zweiten Amtszeit als Rektor, 2004 zum Staatssekretär berufen wurde und in die Politik wechselte.
Nach Ende der Amtszeit als Staatssekretär (s. u.) ist Juckenack seit 2010 wieder im aktiven Hochschuldienst an der Fachhochschule Erfurt. Bis Ende 2012 übernahm er dort auch die Vertretung der Vizepräsidentenstelle für Exzellenz und Qualität und war Leiter des gleichnamigen Hochschulzentrums. Die Professur von Juckenack, Umwelt, Energie, Ressourcen, dient interdisziplinär mehreren Fakultäten und Studiengängen wie Stadt- und Raumplanung, Verkehr- und Transportwesen, Wirtschafts- und Sozialwissenschaft. Hinzu kommen Lehraufträge an der Bauhaus-Universität Weimar und der Universität Jena. Im Zentrum der wissenschaftlichen Arbeit von Juckenack stehen Fragen zu Umwelt- und Flächenmanagement im Kontext von Strukturwandel von Städten, Regionen, Ländern. Dazu gehört der übergeordnete Bezug globaler Prozesse: Bevölkerungsexplosion, Migration, Klimawandel und Energiewende. Vortragsreisen insbesondere zu den Themen internationaler Umwelt- und Energiepolitik führten Juckenack zuletzt unter anderem nach Südkorea, Usbekistan, Kambodscha.
Juckenack ist verheiratet und hat drei Kinder.

## Staatssekretär
2004 wurde Juckenack zu Beginn der 4. Legislaturperiode im Freistaat Thüringen vom damaligen Ministerpräsidenten Dieter Althaus zum Staatssekretär im Ministerium für Landwirtschaft, Naturschutz und Umwelt berufen. 2007 wechselte er in das Thüringer Ministerium für Wirtschaft, Technologie und Arbeit. Nach der Landtagswahl in Thüringen 2009 und dem Amtsantritt der neuen Landesregierung unter Christine Lieberknecht wurde Jochen Staschewski am 4. November 2009 zum neuen Wirtschaftsstaatssekretär ernannt, Juckenack schied aus dem Amt.
Von 2010 bis 2015 war er Mitglied im CDU-Bundesfachausschuss Klima, Energie und Umwelt. Von 2010 bis 2015 leitete Juckenack den CDU-Landesfachausschuss Wirtschaft und Arbeit in Thüringen. Seit 2015 ist Juckenack Vorsitzender des Landesfachausschusses Digitale Agenda.